# 陳大道 (正德進士)
陳大道（1479年—？年），字敬之，四川順慶府南充縣人，民籍。

## 生平
二月初四日生，行四，治《禮記》，由國子生中式正德八年癸酉科（1513年）四川鄉試第二十四名舉人，年三十九歲中式正德十二年丁丑科會試第七十六名，第三甲第七十二名進士。户部观政，授南昌县知县，宁王朱宸濠叛乱時弃城而逃。正德十六年（1521年）明世宗即位後，被革职为民。後降为浙江上虞县丞，升知县，遷庆阳府通判，卒。

## 家族
曾祖陳紀；祖陳衡，訓導；父陳信，監生；母蒲氏。永感下，妻何氏，兄大理；福生；大義，弟大策；大學；用章；大猷。